# 波滕扎皮切纳
波滕扎皮切纳（義大利語：Potenza Picena），是意大利马切拉塔省的一个市镇。总面积48200平方公里，人口16074人，人口密度0.3人/平方公里（2009年）。ISTAT代码为043043。